# Taras Daňko
Taras Hryhorovyč Daňko (* 3. července 1980 Kyjev) je bývalý ukrajinský zápasník–volnostylař, bronzový olympijský medailista z roku 2008.

## Sportovní kariéra
Zápasení se věnoval od útlého dětství v Kyjevě pod vedením svého otce Hryhoryje, bývalého špičkového sovětského zápasníka. Vrcholově se připravoval v policejním sportovním středisku Dynamo pod vedením Dmytra Lukjanenka a od roku 2007 na předměstí Mykolajivu v Soljani pod vedením Julaje Tupejeva. V ukrajinské mužské volnostylařské reprezentaci se pohyboval od roku 2000 ve váze do 84 (85) kg. V konkurenci Davita Bičinašviliho a Eldara Asanova se však dlouho neprosazoval. V roce 2004 v ukrajinské olympijské nominaci Eldara Asanova porazil a startoval olympijských hrách v Athénách. V Athénách postoupil z prvního místa v tříčlenné základní skupině bez ztráty technického bodu, ve čtvrtfinále však prohrál s jižním Korejcem Mun Ui-čem 1:3 na technické body a obsadil konečné 7. místo.
V roce 2007 v přípravě na mistrovství světa v Baku utrpěl zranění kolene a na žíněnku se vrátil v únoru 2008. Na olympijské hry v Pekingu se kvalifikoval na poslední pokus počátkem května na turnaji olympijské kvalifikace ve Varšavě. Po dobrém nalosování prohrál ve čtvrtfinále 0:2 na sety s reprezentantem Tádžikistánu Jusupem Abdusalamovem. Přes opravný pavouk se probojoval do souboje o třetí místo proti Turku Serhatu Balcımu. Úvodní set vyhrál 1:0 na technické body a ve druhém setu potvrdil vítězství v celém zápase 2:0 na technické body. Získal bronzovou olympijskou medaili.
Od roku 2009 přišel do jeho váhy do 84 kg Ibragim Aldatov, proti kterému se v reprezentaci neprosazoval. Dvě sezony startoval ve vyšší váze do 97 kg, ve které opět narazil na silnou domácí konkurenci. Sportovní kariéru ukončil v roce 2013.

## Výsledky
| Turnaj             | 1996 | 1997 | 1998 | 1999 | 2000 | 2001 | 2002 | 2003 | 2004 | 2005 | 2006 | 2007 | 2008 |
| Turnaj             | 16   | 17   | 18   | 19   | 20   | 21   | 22   | 23   | 24   | 25   | 26   | 27   | 28   |
| Turnaj             | -82  | -85  | -85  | -85  | -85  | -85  | -84  | -84  | -84  | -84  | -84  | -84  | -84  |
| ------------------ | ---- | ---- | ---- | ---- | ---- | ---- | ---- | ---- | ---- | ---- | ---- | ---- | ---- |
| Olympijské hry     | —    |      |      |      | —    |      |      |      | 7.   |      |      |      | 3.   |
| Mistrovství světa  |      | —    | —    | —    |      | —    | —    | —    |      | 3.   | 5.   | —    |      |
| Mistrovství Evropy | —    | —    | —    | —    | —    | —    | —    | 6.   | —    | 1.   | 3.   | 2.   | úč.  |
| MS juniorů         | —    | 4.   | 4.   | 2.   | 3.   |      |      |      |      |      |      |      |      |
| ME juniorů         | —    | úč.  | 2.   | 2.   | —    |      |      |      |      |      |      |      |      |
| MS dorostenců      | 3.   |      |      |      |      |      |      |      |      |      |      |      |      |